# Club Deportivo Benavente
El Club Deportivo Benavente es un club de fútbol de España, de la ciudad de Benavente en Zamora. La temporada 2024-25 juega en Primera regional. Fue fundado en 1948.

## Historia
El Club Deportivo Benavente se fundó en 1948. En la temporada 1956-57 el equipo debuta en la Tercera división española en el grupo XIV, terminando la temporada en un meritorio 12.º puesto.

## Datos del club
- Temporadas en 1.ª: 0
- Temporadas en 2.ª: 0
- Temporadas en 2.ªB: 0
- Temporadas en 3.ª: 21
- Mejor puesto en la liga: 9.º (Tercera división española temporada 2000-01)
- Peor puesto en la liga: 20.º (Tercera división española temporada 1995-96)
- Puesto actual en la clasificación histórica de 3.ª División de España: 358
- Participaciones en Copa del Rey: 1 (1979-80)

## Estadio
El campo del CD Benavente fue estrenado en 1947 con el nombre de "Los Salados". En 2010 pasó a llamarse "Luciano Rubio" en memoria del presidente del club fallecido ese mismo año. El campo venía teniendo un aforo de casi 2.000 localidades, aumentando en 2010 a unas 3.500.

## Uniforme
- Uniforme titular: camiseta roja, pantalón azul y medias rojas.
- Segundo Uniforme: camiseta, pantalones y medias verdes.

## Palmarés

### Trofeos amistosos
- Trofeo Ciudad de Benavente (14): 1976, 1977, 1984, 1985, 1988, 1993, 1994, 1995, 1998, 2007, 2011, 2013, 2017 y 2021.
- Memorial Ricardo Fernández (1): 2021.

## Participaciones en Copa del Rey
| Temporada | Ronda         | Rival        | Local | Visitante | Global |  |
| --------- | ------------- | ------------ | ----- | --------- | ------ |  |
| 1979-80   | Primera ronda | UD Salamanca | 0-5   | 3-0       | 0-8    |  |